# Refugiado climático

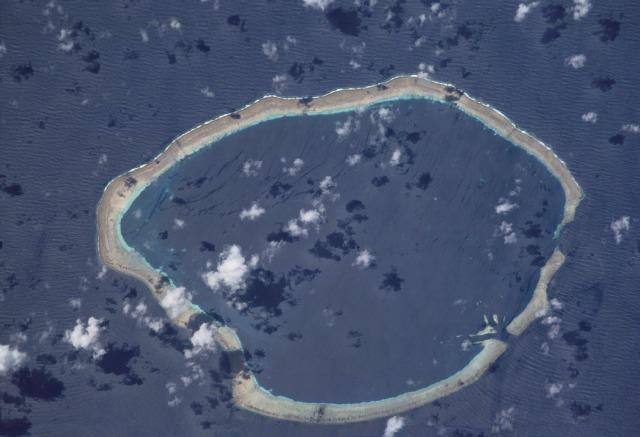
Os habitantes das ilhas Carteret se tornaram refugiados climáticos nos anos 2000.

Refugiados climáticos ou ambientais são pessoas forçadas a deixar o lugar em que vivem, de maneira temporária ou permanente, em virtude de eventos climáticos e ambientais, de origem natural ou humana, que colocam em perigo a sua existência ou afetam seriamente a sua condição de vida. Algumas das causas de migrações motivadas pelo clima são a desertificação, a subida do nível do mar, secas, e a interrupção de eventos climáticos sazonais, como as monções. Existe uma correlação estatisticamente significativa entre migrações e a degradação ambiental, incluindo mudanças climáticas, como demonstrado por Afifi e Warner (2007), mesmo controlando para outras causas de migração na análise.
Segundo o Relatório Mundial de Desastres de 2001 (World Disasters Report 2001 ), publicado pela Cruz Vermelha, mais pessoas são forçadas a abandonar suas casas graças a desastres ambientais do que guerras. A Cruz Vermelha estima que aproximadamente 25 milhões de pessoas poderiam ser consideradas, atualmente, refugiados ambientais.

## Debates sobre a categoria "refugiado ambiental ou climático"
A Convenção de Genebra sobre o Estatuto dos Refugiados, de 1951, define “refugiado” como a pessoa que teme ser perseguida em razão da sua raça, da sua religião, da sua nacionalidade, do fato de pertencer a um determinado grupo social ou em função de suas opiniões políticas; situações que, à evidência, não abrangem os refugiados climáticos e ambientais.  Por essa razão, o termo deslocados ambientais ou climáticos  também pode ser encontrado.
Nesse cenário, existe um debate sobre como garantir juridicamente a proteção a essas pessoas que se encontram nessa condição de deslocados climáticos e ambientais e que juridicamente não são reconhecidas como refugiadas. Basicamente, duas estratégias são debatidas sobre como tratar essa questão sob a ótica do direito internacional.
A primeira delas é a modificação dos instrumentos convencionais internacionais já existentes, como a já mencionada Convenção de Genebra sobre o Estatuto dos Refugiados ou a própria Convenção-Quadro das Nações Unidas sobre a Mudança do Clima, para incluir, em seus textos respectivos ou em protocolos adicionais, a categoria de refugiados ou deslocados climáticos e ambientais.
A segunda alternativa debatida é a elaboração de uma nova convenção internacional específica sobre o assunto. Existe um Projeto de Convenção Internacional sobre o Estatuto Internacional dos Deslocados Ambientais, proposto por um grupo de juristas do direito ambiental e dos direitos humanos ligados à Universidade de Limoges, na França.
A elaboração de uma convenção internacional sobre a matéria e a consagração de um estatuto jurídico específico para os deslocados climáticos e ambientais defrontam-se com resistências importantes, em especial em um contexto em que se teme o aumento dos fluxo migratórios dos países periféricos mais fortemente atingidos pela mudança climática.

## Decisão do Comitê de Direitos Humanos das Nações Unidas
Em decisão inédita de janeiro de 2020, o Comitê de Direitos Humanos das Nações Unidas determinou que pessoas deslocadas por questões climáticas não podem ser devolvidas aos países onde suas vidas podem estar sob risco devido às alterações que vêm afetando o clima global.
O julgamento se refere ao caso do pedido de proteção feito por Ioanne Teitiota, da República de Kiribati - um arquipélago do Pacífico - sob risco de desaparecer devido à elevação do nível dos oceanos. Ioanne vivia com sua família na Nova Zelândia desde 2013 e alega ter sido forçado a migrar devido à situação instável que a elevação do mar tem causado em sua terra natal, por exemplo a insegurança hídrica e conflitos por terra.  Ao ter a renovação de seu visto de residência negada, Ioanne entrou com um pedido de asilo - que foi negado pela Nova Zelândia, com argumentos de que sua vida não corria risco iminente, já que havia tempo para reverter o impacto da mudança do clima em Kiribati.
Embora essa reivindicação de proteção tenha sido negada por motivos de não estar em risco iminente (elemento da definição legal de refugiado na já mencionada Convenção de Genebra de 1951), o comitê determinou que as pessoas que fogem dos efeitos das mudanças climáticas e desastres naturais não devem ser devolvidas ao seu país de origem caso, ao retornarem, seus direitos humanos básicos estiverem em risco. As decisões elaboradas pelo Comitê da ONU não possuem força legal, mas alguns especialistas consideram que ela estabelece um importante precedente global na questão dos deslocados por questões climáticas. Segundo o ACNUR no Brasil, esta é uma decisão histórica, com implicações potencialmente abrangentes para a proteção internacional das pessoas deslocadas no contexto de mudanças climáticas e desastres naturais.

## Casos de migrações climáticas

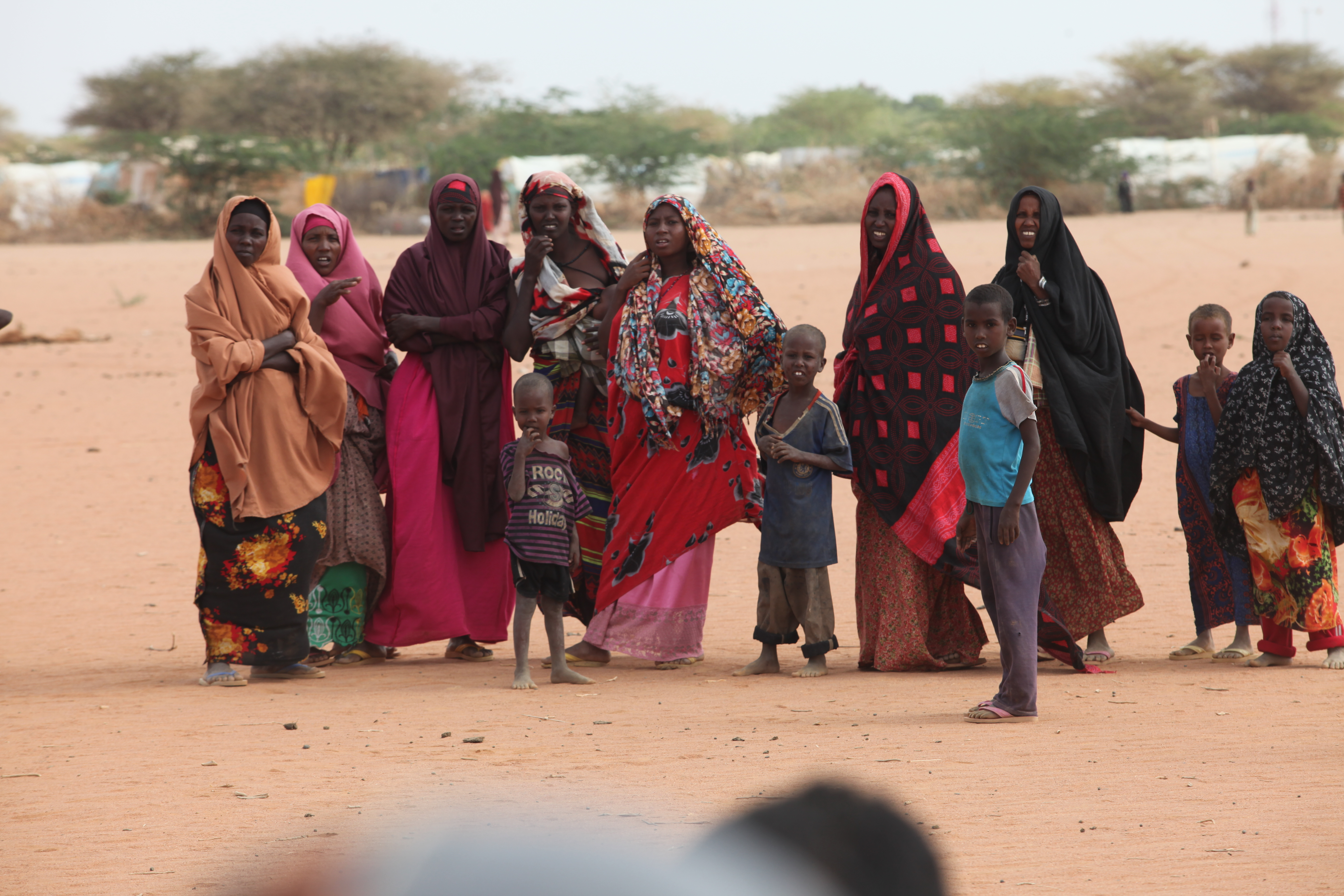
Refugiados climáticos em um campo de abrigo no Quênia.

Entre 22 mil e 10 mil anos antes do presente, a Europa Setentrional, a Ásia e a América do Norte foram abandonadas pelas populações humanas por causa da última Era Glacial, quando o corredor de gelo se fechou e as rotas costeiras congelaram. O aquecimento global 52 mil anos antes do presente resultou na colonização da Europa, por migrantes vindos do Oriente Médio.
No século XXI, o problema é especialmente sentido nas zonas costeiras e em ilhas. Os habitantes das ilhas Carteret, na Papua-Nova Guiné, evacuaram o arquipélago como resultado da subida do nível do mar, em 2002, atribuída ao aquecimento global. Eles estiveram entre os primeiros refugiados das mudanças climáticas atribuídas ao aquecimento global. Outros habitantes de regiões de baixa elevação também estão sob risco. Tuvalu, Kiribati e as Maldivas são regiões vulneráveis às elevação no nível do mar e à mudança das marés.
Outras regiões onde houve registro de refugiados climáticos recentemente são: a África, onde cerca de 10 milhões de pessoas migraram, no curso das duas últimas décadas, fugindo dos efeitos da desertificação e da degradação ambiental; a ilha de Bhola, em Bangladesh, onde o aumento do nível do mar deixou 500.000 desabrigados desde 1995; e a vila de Shishmaref, no Alaska, onde a perspectiva dos habitantes locais no futuro próximo é a de evacuação total da população, com a elevação do oceano. No contexto da América Latina, é possível mencionar o fluxo migratório de haitianos para o Brasil após o terremoto de 2010.